# Хитоланъярви
Хи́толанъя́рви (фин. Hiitolanjärvi) — озеро в юго-западной части Республики Карелия.

## Общие сведения
Площадь озера — 4,0 км², площадь бассейна — 23,1 км².
Форма озера лопастная, вытянутая с юго-востока на северо-запад. Полуостров Яйкяйнниеми (фин. Äikäinniemi) разделяет озеро на две неравные части в соотношении, приблизительно, 1:2. На озере два небольших острова: в северо-западной части — Киермикаллио (Kiermikallio), в юго-восточной — Лавансаари (Lavansaari).

Берега каменисто-песчаные, зачастую скалистые. Из озера вытекает безымянная протока длиной порядка 350 м, соединяющая Хитоланъярви с озером Аласъярви.
В озеро впадает ручей Пахаламменоя, приносящий воды из озера Райватталанлампи.
Возле северо-западной оконечности озера проходит железнодорожная линия Выборг — Хийтола. Вдоль северо-восточного берега озера проходит железная дорога Санкт-Петербург — Хийтола.
У юго-восточной оконечности озера расположен посёлок Куликово.
Код водного объекта в государственном водном реестре — 01040300211102000012813.